# 투트모세 4세

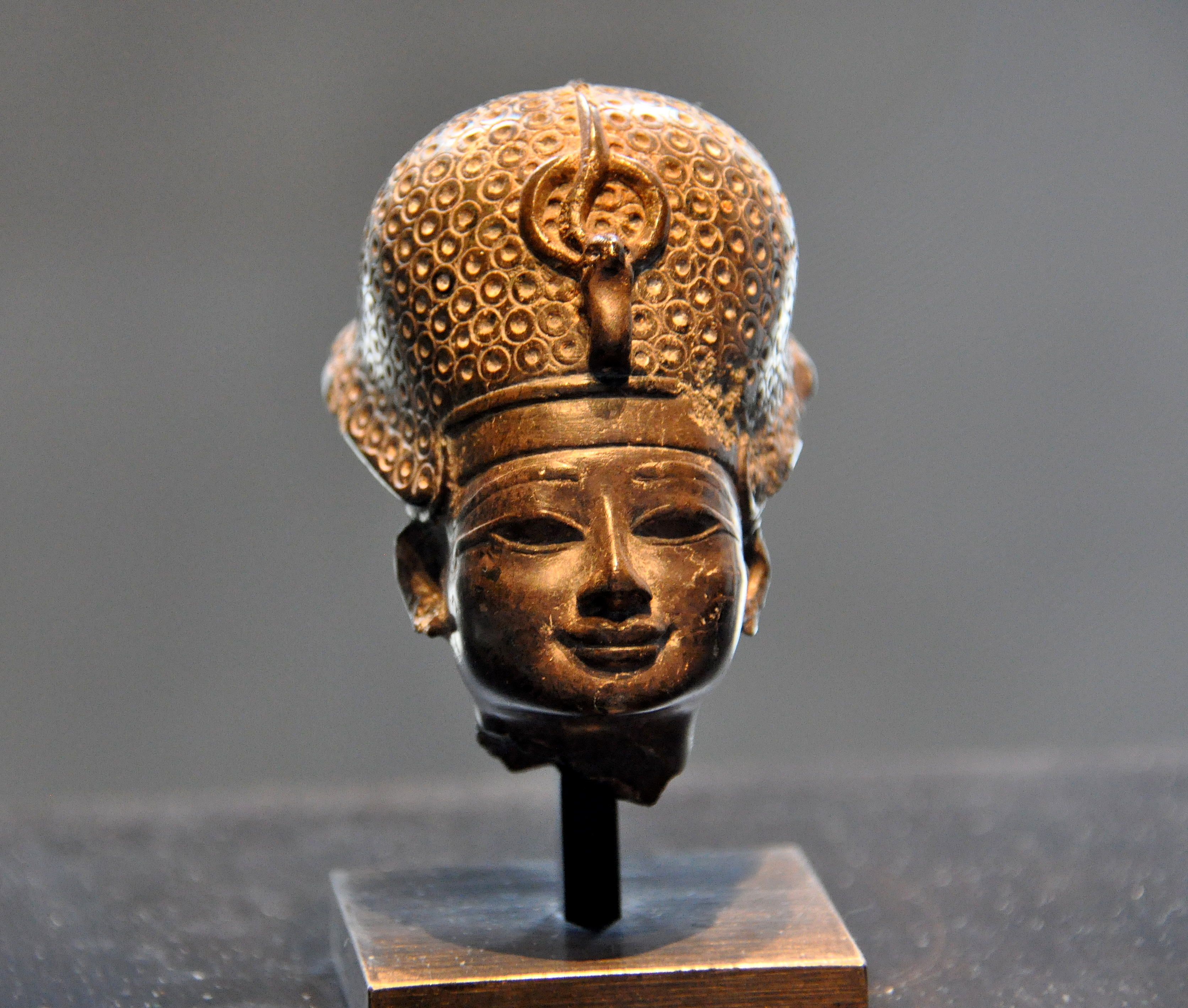

투트모세 4세(Thutmose IV, 투트모시스 또는 투트모스 4세, 오래된 역사의 표기: 토트메스)는 기원전 14세기쯤 통치한 이집트 제18왕조의 8대 파라오였다. 그의 이름 또는 왕명인 멘케페루레(Menkheperure)는 "형태로 확립된 것은 레(Re)이다"를 의미한다. 아멘호테프 2세와 티아(Tiaa)의 아들이었다. 투트모스 4세는 아크나톤의 할아버지였다.

## 생애
투트모스 4세는 아멘호테프 2세와 티아 사이에서 태어났지만 실제로 왕세자이자 아멘호테프 2세가 선택한 왕위 계승자는 아니었다. 일부 학자들은 투트모세가 권력을 찬탈하기 위해 형을 축출하고 예상치 못한 왕권을 정당화하기 위해 꿈의 비석을 의뢰했다고 추측한다. 투트모스의 가장 유명한 업적은 기자의 대스핑크스를 복원하고 그에 따른 꿈의 비석을 의뢰한 것이다. 꿈의 비석에 대한 투트모스의 설명에 따르면, 어린 왕자가 사냥 여행을 떠나는 동안 그는 스핑크스의 머리 아래에서 쉬기 위해 멈춰 섰고, 스핑크스는 목까지 모래에 묻혀 있었다. 곧 잠이 들었고 스핑크스가 그에게 모래를 치우고 그것을 복구하면 다음 파라오가 될 것이라고 말하는 꿈을 꾸었다. 스핑크스의 복원을 마친 후 그는 스핑크스의 두 발 사이에 현재 꿈의 비석으로 알려진 조각된 석판을 놓았다. 스핑크스의 복원과 꿈 비석의 텍스트는 투트모세 측의 선전이 될 것이며, 예상치 못한 왕권에 정당성을 부여하기 위한 것이었다.
그의 짧은 10년 통치에 대해서는 알려진 바가 거의 없다. 8년째에 누비아에서 일어난 소규모 봉기를 진압했고(그의 코노소 비석에서 입증됨) 비석에서는 시리아 정복자로 언급되었지만 그의 군사적 공적에 대해서는 알려진 바가 거의 없다. 투트모세 4세의 전기를 쓴 베시 브라이언(Betsy Bryan)은 투트모세 4세의 코노소 비석이 이집트 동부 사막의 특정 금광 경로를 누비아인의 간헐적인 공격으로부터 보호하기 위해 왕군이 수행한 소규모 사막 순찰 활동을 가리키는 것으로 보인다고 말한다. 투트모스 4세의 통치는 그가 미탄니와 평화로운 관계를 맺고 이 새로운 동맹을 체결하기 위해 미탄니안 공주와 결혼했다는 점에서 의미가 있다. 이집트의 이전 라이벌인 미탄니와의 접촉을 시작하는 투트모스 4세의 역할은 투트모스 4세의 손자인 아케나텐 통치 기간 동안 통치했던 미타니아 왕 투슈라타가 수십 년 후 작성한 아마르나 편지 EA 29에 기록되어 있다.